# Sąkieły Małe
Sąkieły Małe (deutsch Klein Sunkeln) ist ein Ort in der polnischen Woiwodschaft Ermland-Masuren und gehört zur Landgemeinde Budry (Buddern) im Powiat Węgorzewski (Kreis Angerburg).

## Geographische Lage
Sąkieły Małe liegt im Nordosten der Woiwodschaft Ermland-Masuren, östlich des Skallischen Forsts (1938 bis 1945 Altheider Forst, polnisch Lasy Skaliskie). Die Kreisstadt Węgorzewo (Angerburg) ist 15 Kilometer in südwestlicher Richtung entfernt.

## Geschichte
Als im Mai 1874 der Amtsbezirk (Preußen) Sunkeln im Kreis Angerburg und Regierungsbezirk Gumbinnen der preußischen Provinz Ostpreußen errichtet wurde, wurde das Gutsdorf Klein Sunkeln eingegliedert. Es zählte im Jahre 1910 insgesamt 95 Einwohner.
Am 17. Oktober 1928 verlor das Dorf seine Eigenständigkeit und wurde in die benachbarte Landgemeinde Groß Budschen (polnisch Budzewo) eingemeindet. Aber nur für kurze Dauer, denn am 1. April 1931 bildete man aus Klein Sunkeln, Groß Sunkeln (Sąkieły Wielkie) und Steinorter Wiesenhaus die neue Landgemeinde Sunkeln.
Zusammen mit dem gesamten südlichen Ostpreußen wurde Klein Sunkeln in Kriegsfolge Polen zugeordnet und trägt seither die polnische Namensform „Sąkieły Małe“. Heute ist das Dorf Sitz eines Schulzenamtes (polnisch sołectwo) und eine Ortschaft im Verbund der Landgemeinde Budry im Powiat Węgorzewski, vor 1998 der Woiwodschaft Suwałki, seither der Woiwodschaft Ermland-Masuren zugehörig.

## Kirche
Klein Sunkeln  war bis 1945 sowohl in die evangelische Kirche Buddern in der Kirchenprovinz Ostpreußen der Kirche der Altpreußischen Union als auch in die katholische Kirche Zum Guten Hirten Angerburg im Bistum Ermland eingepfarrt.
Heute ist Sąkieły Małe in die katholische Pfarrei der Dreifaltigkeitskirche Budry im Bistum Ełk (Lyck) der Römisch-katholischen Kirche in Polen bzw. in die evangelische Kirchengemeinde Węgorzewo (Angerburg), einer Filialgemeinde der Pfarrei in Giżycko in der Diözese Masuren der Evangelisch-Augsburgischen Kirche in Polen, eingegliedert.

## Verkehr
Sąkieły Małe ist gut erreichbar über eine Nebenstraße, die bei Budry (Buddern) von der Woiwodschaftsstraße DW 650 (frühere deutsche Reichsstraße 136) abzweigt und über Budzewo (Groß Budschen) nach Sąkieły Wielkie (Groß Sunkeln), Zabrost Wielki (Groß Sobrost) und Mieduniszki Wielkie (Groß Medunischken, 1938 bis 1945 Großmedien) führt. Eine Bahnanbindung gibt es nicht.